# We're in the Money
We're in the Money è un film del 1935 diretto da Ray Enright.

## Produzione
Il film fu prodotto dalla Warner Bros. Pictures (con il nome Warner Bros. Productions Corp.). Venne girato dall'8 maggio al 12 giugno 1935 nei Warner Brothers Burbank Studios, al 4000 di Warner Boulevard di Burbank.

## Distribuzione
Distribuito dalla Warner Bros. Pictures, uscì nelle sale cinematografiche USA il 17 agosto 1935.